# Napoleonov brijeg u Kaunasu
Napoleonov brijeg (lit. Napoleono kalnas), zapravo gradina Jiesia na humku, se nalazi u Kaunasu u Litvi, na lijevom obali  rijeke Njemena, između mostova Panemunė i Čiurlionisa. 
Visoko je 63,3 metra.
Od 19. stoljeća nosi nadimak "Napoleonov brijeg". Nadimak nosi temeljem toga što se vjeruje da je s ovoga brijega Napoleon u siječnju 1812. godine promatrao svoju vojsku dok je prijelazila Njemen.